# Republikeinse Partij van de Arbeid en Gerechtigheid
De Republikeinse Partij van de Arbeid en Gerechtigheid (Russisch: Республиканская партия труда и справедливости, Wit-Russisch: Рэспубліканская партыя працы і справядлівасці, Respoeblikanskaja Partyja Pratsjy i Spravjadivastsi) is een sociaaldemocratische politieke partij in Wit-Rusland. De partij steunt het beleid van president Aleksandr Loekasjenko. Bij de parlementsverkiezingen van 2012 behaalde de partij 1 zetel. Bij de parlementsverkiezingen van 2019 behaalde de partij 6 zetels.